# Can Dalemus
Can Dalemus és un edifici del municipi de Vidreres (Selva) inclosa en l'Inventari del Patrimoni Arquitectònic de Catalunya.

## Descripció
Es tracta d'un immoble que consta de tres plantes. Pel que fa a la planta baixa, en el sector de la façana, s'ubiquen dues obertures, com són: un gran portal d'accés, d'arc de mig punt, amb volta d'obra vista i muntant de pedra, per una banda; mentre que per l'altra, la finestra petita i rectangular, amb muntants de pedra i coberta amb una estructura o enrreixat de ferro forjat. En el mateix espai - és a dir la planta baixa-, però en la cantonada, on s'observa una gran concentració de pedra, trobem una obertura projectada com a portal secundari d'accés, consta d'una gran llinda monolítica de grans dimensions conformant un arc pla i muntants de pedra.
Pel que fa al primer pis o planta noble, l'espai de la façana, recull tres obertures, com són la central, minúscula finestra, d'arc conopial amb muntants de pedra i flanquejada per dues obertures de mida major: La primera és la més gran, projectada com a balcó, amb llinda monolítica conformant un arc pla, muntants de pedra, amb l'ampit treballat i en el dintell es defineix i s'accentua una petita aresta semblant a un arc conopial. La segona finestra, recull els mateixos trets i particularitats que l'anterior, amb l'única diferència que és sensiblement menor. Continuant en el mateix espai - és a dir el primer pis- però desplaçant-nos a la cantonada, trobem una obertura molt interessant, però sobretot interessant pel seu ornat. Es tracta d'una finestra rectangular, de llinda monolítica, conformant un arc pla, que recull un tractament plàstic concentrat, en les impostes de l'arc, on s'endevinen petits motius vegetals, per una banda; mentre que per l'altra, en l'ampit amb les petites rosetes en relleu. Finalment, el segon pis, és projectat com a golfes. L'espai de la façana, l'ocupa únicament una petita obertura rectangular de llinda monolítica conformant un arc pla, amb muntants de pedra i ampit treballat projectat com a semi balcó amb la barana de ferro forjat i en la llinda es torna a accentuar la petita aresta semblant a un arc conopial. En la cantonada, trobem una minúscula obertura rectangular, bastant irrellevant, excepte per l'ampit treballat. Coberta amb una teulada a dues aigües.